# Good 4 U
Singles de Olivia Rodrigo
Deja Vu
(2021) Traitor (en)
(2021)
Good 4 U est une chanson de l'auteure-compositrice-interprète américaine Olivia Rodrigo. Elle est sortie le 14 mai 2021 sous les labels Geffen et Interscope en tant que troisième single extrait de son premier album studio Sour.

## Composition
Good 4 U est une chanson pop punk qui est principalement composée avec des instruments électroniques. La ligne de basse des couplets est jouée avec un clavier basse (en) et toutes les percussions sont programmées, sauf les charlestons du deuxième couplet.
La chanson est écrite et composée par Olivia Rodrigo et son producteur Dan Nigro. Hayley Williams et Josh Farro du groupe Paramore sont également crédités pour l'écriture de la chanson car elle contient une interpolation de leur titre Misery Business.

## Clip vidéo
Le clip vidéo de Good 4 U est réalisé par Petra Collins (en). Il contient des références à plusieurs films cultes des années 2000. Plusieurs scènes du clip sont similaires à des séquences du film Jennifer's Body. Lorsqu'elle incarne une pom-pom girl dans Good 4 U, Olivia Rodrigo est vêtue du même uniforme que celui du film Princesse malgré elle.
Il est nommé dans la catégorie du clip de l'année aux Meus Prêmios Nick (en) 2021 et à la 47e cérémonie des People's Choice Awards puis dans la catégorie du meilleur clip lors de la 64e cérémonie des Grammy Awards.

## Accueil commercial
Aux États-Unis, Good 4 U débute en première position du Billboard Hot 100 dans le classement daté du 29 mai 2021, avec 42.3 millions de streams, 12 000 téléchargements et 3.8 millions d'audiences radio la semaine de sa sortie. La chanson occupe la cinquième place du classement annuel de 2021.

## Classements hebdomadaires
| Classement (2021)                       | Meilleure position |
| --------------------------------------- | ------------------ |
| Allemagne (GfK Entertainment)           | 1                  |
| Argentine (Hot 100 (en))                | 27                 |
| Australie (ARIA)                        | 1                  |
| Autriche (Ö3 Austria Top 40)            | 1                  |
| Belgique (Flandre Ultratop 50 Singles)  | 1                  |
| Belgique (Wallonie Ultratop 50 Singles) | 19                 |
| Bolivie (Monitor Latino)                | 18                 |
| Canada (Hot 100)                        | 1                  |
| Canada (CHR/Top 40)                     | 2                  |
| Canada (Digital Songs)                  | 5                  |
| Corée du Sud (Gaon)                     | 196                |
| Croatie (HRT)                           | 15                 |
| Danemark (Tracklisten)                  | 1                  |
| Espagne (PROMUSICAE)                    | 13                 |
| États-Unis (Hot 100)                    | 1                  |
| États-Unis (Adult Pop Songs (en))       | 1                  |
| États-Unis (Digital Songs)              | 3                  |
| États-Unis (Pop Songs)                  | 1                  |
| États-Unis (Radio Songs)                | 1                  |
| États-Unis (Streaming Songs)            | 1                  |
| Finlande (Suomen virallinen lista)      | 3                  |
| France (SNEP)                           | 21                 |
| Global 200                              | 1                  |
| Global Excl. U.S.                       | 2                  |
| Grèce (IFPI Greece)                     | 3                  |
| Hongrie (Rádiós Top 40)                 | 2                  |
| Hongrie (Single Top 40)                 | 12                 |
| Hongrie (Stream Top 40)                 | 1                  |
| Inde (IMI (en))                         | 5                  |
| Irlande (IRMA)                          | 1                  |
| Islande (Tónlistinn)                    | 3                  |
| Italie (FIMI)                           | 29                 |
| Liban (The Official Lebanese Top 20)    | 5                  |
| Lituanie (AGATA)                        | 7                  |
| Malaisie (RIM (en))                     | 8                  |
| Norvège (VG-lista)                      | 1                  |
| Nouvelle-Zélande (RMNZ)                 | 1                  |
| Panama (Monitor Latino)                 | 18                 |
| Pays-Bas (Nederlandse Top 40)           | 1                  |
| Pays-Bas (Single Top 100)               | 1                  |
| Portugal (AFP)                          | 1                  |
| Roumanie (Airplay 100)                  | 78                 |
| Royaume-Uni (UK Singles Chart)          | 1                  |
| Singapour (RIAS (en))                   | 1                  |
| Slovaquie (IFPI Rádio)                  | 20                 |
| Slovaquie (IFPI Singles Digitál)        | 1                  |
| Suède (Sverigetopplistan)               | 2                  |
| Suisse (Schweizer Hitparade)            | 1                  |
| Tchéquie (IFPI Rádio)                   | 9                  |
| Tchéquie (IFPI Singles Digitál)         | 1                  |

## Historique de sortie
| Région     | Date         | Format                       | Label                 | Réf.   |
| ---------- | ------------ | ---------------------------- | --------------------- | ------ |
| Monde      | 14 mai 2021  | - streaming - téléchargement | Geffen                | [ 59 ] |
| États-Unis | 25 mai 2021  | radio CHR (en)               | - Geffen - Interscope | [ 60 ] |
| Italie     | 28 mai 2021  | radio CHR (en)               | Universal             | [ 61 ] |
| États-Unis | 8 avril 2022 | vinyle                       | Geffen                | [ 59 ] |